# 河西街道 (阳春市)
河西街道是中华人民共和国广东省阳江市阳春市下辖的一个街道办事处。

## 行政区划
河西街道下辖以下村级行政区划单位：
泰安社区、西堤社区、渔业社区、三丰村、石湖村、崆峒村、石上村、升平村、牛肚朗村、合岗村、龙岩村、九头坡村、更古坑村和三湖村。